# Bulia albina
Bulia albina là một loài bướm đêm trong họ Erebidae.